# 舊傑佛遜 (路易斯安那州)
舊傑佛遜（英語：Old Jefferson）是位於美國路易斯安那州東巴吞魯日堂區的一個普查規定居民點。

## 人口
根據2020年美國人口普查的數據，舊傑佛遜的面積為9.12平方千米，當中陸地面積為9.12平方千米，而水域面積為0.00平方千米。當地共有人口7339人，而人口密度為每平方千米804.71人。